# Gammaropsis digitata
Gammaropsis digitata är en kräftdjursart som först beskrevs av Schellenberg 1938.  Gammaropsis digitata ingår i släktet Gammaropsis och familjen Isaeidae. Inga underarter finns listade i Catalogue of Life.